# Mount Nils
Mount Nils är ett berg i Antarktis. Det ligger i Östantarktis. Australien gör anspråk på området. Toppen på Mount Nils är 1 027 meter över havet, eller 27 meter över den omgivande terrängen. Bredden vid basen är 1,5 km.
Terrängen runt Mount Nils är kuperad åt nordost, men åt sydväst är den platt. Trakten är obefolkad. Det finns inga samhällen i närheten.